# So What!
So What! è la rivista ufficiale del fan club ufficiale del gruppo musicale thrash metal statunitense Metallica, ovvero il The Metallica Club.
Esce quattro volte all'anno solo per i membri del club e contiene 48 pagine con news, foto e informazioni riguardo al gruppo di San Francisco. Il titolo della rivista è stato tratto dal brano omonimo suonato dai Metallica, cover del gruppo punk rock Anti-Nowhere League.
La band, insieme all'editore di So What! Steffan Chirazi, pubblicò nel 2004 lo speciale di 243 pagine So What!: The Good, The Mad and The Ugly ("Il Buono, il Brutto e il Pazzo", palese citazione del film Il buono, il brutto, il cattivo di Sergio Leone). Questo pezzo era un proverbiale "best of" e conteneva alcuni degli articoli, disegni, immagini e interviste più rilevanti che la rivista aveva presentato in oltre un decennio di esistenza.